# Droga Brazylii do niepodległości

Deklaracja niepodległości 7 września 1822, na obrazie „Independencia ou Morte” (Niepodległość albo śmierć) brazylijskiego malarza Pedro Américo (1888)

Droga Brazylii do niepodległości – przypadający na przełom XVIII i XIX wieku proces uniezależniania się południowoamerykańskiej kolonii od Królestwa Portugalii.
Dążenie do samostanowienia było wynikiem rosnącego poczucia odrębności mieszkańców Nowego Świata i powolnego wyczerpywania się dotychczasowej formy relacji pomiędzy europejską metropolią a jej amerykańskimi terytoriami.
Wojna o niepodległość Stanów Zjednoczonych, rewolucyjny ferment we Francji, rewolucja haitańska oraz w pewnym stopniu ideały oświeceniowe stanowiły pierwsze impulsy niepodległościowe. Podbój Półwyspu Iberyjskiego przez Napoleona stworzył z kolei dogodne warunki polityczne dla południowoamerykańskich procesów państwotwórczych.

## Posiadłości portugalskie w Ameryce
Portugalczycy dopłynęli do wybrzeży Brazylii 22 kwietnia 1500 roku. Możliwe, że to w wyniku czynników pogodowych jeden ze zmierzających do Indii statków oddzielił się od flotylli i obrał kurs na zachód. Pomimo że do dziś nie wyjaśniono, czy było to w pełni zamierzone, osiągnięcie wybrzeży późniejszego Espírito Santo stanowi cezurę obecności portugalskiej w tym rejonie.
Przez kolejne trzy wieki brazylijskie posiadłości stanowiły dla Królestwa Portugalii źródło złota, kamieni szlachetnych i szczególnie cenionego w Europie cukru. Podstawową formą gospodarowania były wielkie majątki ziemskie, a proces wytwórczy wymagał licznej siły roboczej. Szybkie, spowodowane licznymi epidemiami, zmniejszanie się rdzennej populacji (potencjalnych pracowników) doprowadziło do znacznego rozwoju rynku niewolników, sprowadzanych do obu Ameryk głównie z Afryki.
Na początku XIX wieku populacja Brazylii liczyła około 3 milionów mieszkańców. Z tego połowę stanowili czarni Afrykańczycy, a proces swobodnego mieszania się kultur i ras skutkował tym, że kolejne 25% ogólnej liczby ludności stanowili ludzie rasy mieszanej. Biali koloniści (25%) zasiedlali głównie miasta, będące centrami lokalnej administracji.

## Kolonialna Brazylia w drugiej poł. XVIII wieku
Z biegiem czasu, w zmieniającym się geopolitycznie otoczeniu, rola Brazylii w systemie gospodarczym imperium rosła. Produkcja cukru, bawełny oraz zapoczątkowane w XVIII wieku wydobycie złota i diamentów sprawiały, że południowoamerykańska kolonia była głównym źródłem dochodów królewskiego skarbu.
Kiedy Hiszpanie i Portugalczycy rozpoczynali kolonizację Ameryk, rywalizowali tylko ze sobą. Sto lat później musieli już stawiać czoła rosnącym potęgom morskim Anglii, Holandii i Francji, a związane z tym znaczne osłabienie ich pozycji na morzu utrudniało nadzór kolonii. Dostrzegłszy znaczenie Brazylii dla polityki gospodarczej, gruntownych zmian w administracji kolonialnej, na fali ogólnonarodowych reform dokonał w I poł. XVIII wieku premier i główny doradca króla Józefa I markiz de Pombal. Jednak w powszechnym przekonaniu zmiany miały zbyt ograniczony zakres i zostały przeprowadzone zbyt późno aby powstrzymać nieuchronną dezintegrację, a ograniczony zbyt towarów jaki miał miejsce w wyniku utraty kontroli nad większością szlaków handlowych doprowadził do wykształcenia się amerykańskiego rynku wewnętrznego.

### Rosnące poczucie kreolskiej odrębności
Wiek XVIII był kluczowy także dla rosnącego poczucia odrębności urodzonych na miejscu potomków białych kolonistów zwanych Kreolami. Wynikało to z poczucia silnej alienacji będącej następstwem pogardy okazywanej im przez pochodzących z Europy penisualres i idącej za tym dyskryminacji w obsadzaniu stanowisk w lokalnej administracji. Na rosnącą niechęć miejscowych do Portugalczyków nie bez znaczenia pozostawały również, wynikające z handlowego monopolu ograniczenia w rozwoju gospodarczym. Proces wzrostu kreolskiej samoświadomości miał jednak znacznie większą dynamikę w koloniach hiszpańskich, posiadających prężne ośrodki miejskie (stolice wicekrólestw), będące również znacznymi centrami kulturowymi i naukowymi.
Na tak podatny grunt zaczęły padać wiadomości dotyczące wojny o niepodległość Stanów Zjednoczonych (1775-1783) i rewolucji haitańskiej (1790-1804),szczególnie angażującej uwagę ze względu na jej niewolniczy charakter.

## Spisek w Minas Gerais
Pierwsze czynne wystąpienie przeciwko portugalskim rządom, znane jako Inconfidência Mineira miało miejsce w 1789 w stolicy stanu Minas Gerais Vila Rica (obecnie Ouro Preto). Członkowie lokalnej elity i kadra oficerska planowali zabić gubernatora i ogłosić niepodległość licząc jednocześnie na rozprzestrzenienie się powstania na całą kolonię. Plany zostały odkryte, a konspiratorzy osądzeni i w większości skazani na zesłanie (Angola). Kozłem ofiarnym stał się jedyny spiskowiec niearystokratycznego pochodzenia José da Silva Xavier, ze względu na uprawiany zawód zwany „Wyrwizębem” (Tiradentes). Xavier został stracony, a jego ciało poćwiartowane.
W zaistniałej sytuacji rząd w Lizbonie nie pozostał bierny. Zacieśnianie związków z Portugalią przypadło na okres niewolniczej rewolucji haitańskiej, podczas której kolonialna elita zdała sobie sprawę, że tylko portugalskie wojsko zdolne jest powstrzymać olbrzymią rzeszę brazylijskich niewolników przed podobnym wystąpieniem. Ich obawy potwierdził bunt z 1799 w stanie Bahia zrzeszające głównie artystów, wyzwoleńców i niewolnych stawiających sobie za cel (obok niepodległości) realizację oświeceniowych ideałów Rewolucji Francuskiej (ze zniesieniem niewolnictwa włącznie).

## Zjednoczone królestwo i droga do niepodległości
Zmiana sytuacji nastąpiła dopiero za sprawą wojen napoleońskich toczonych w Europie na początku XIX wieku. Groźba nieuchronnej inwazji zmusiła portugalskiego regenta i późniejszego króla Jana VI do opuszczenia Europy. Ucieczka do Brazylii (1807) sprawiła, że po raz pierwszy i ostatni w historii Zachodu władca rządził imperium z terytoriów zamorskich. To swoiste odwrócenie ról we współczesnej historiografii zwane „metropolizacją kolonii”, uznawane jest za milowy krok na brazylijskiej drodze do samostanowienia.
Za sprawą regenta i portugalskiego dworu Brazylia stała się świetnie prosperującym centrum rozległego imperium. Podczas gdy otaczające ją hiszpańskie kolonie toczyły krwawe walki o niepodległość, w Rio de Janeiro budowano teatry, muzea i uniwersytety (których do tej pory tak bardzo brakowało). Już na samym początku pobytu władca za radą najbliższego otoczenia zezwolił na swobodny handel ze wszystkimi zaprzyjaźnionymi krajami, co zostało przyjęte z entuzjazmem przez brazylijskie elity gospodarcze, głównie plantatorów mocno zainteresowanych rozwojem handlu.
Gdy w końcu upadek Napoleona uwolnił Portugalię spod francuskiej okupacji monarcha nie zamierzał wracać. Za radą ówczesnego austriackiego ministra spraw zagranicznych, a późniejszego kanclerza Klemensa von Metternicha, 16 grudnia 1815 status Brazylii podniesiono do rangi równorzędnego królestwa, tworząc Zjednoczone Królestwo Portugalii, Brazylii i Algarve. W odpowiedzi w powojennej, zmagającej się z gospodarczym kryzysem i zawiedzionej obrotem spraw Portugalii doszło w 1820 do liberalnej rewolty. Nowo wyłonione Kortezy uchwaliły projekt konstytucji, która jakkolwiek demokratyczna dla europejskiej Portugalii (osłabiająca pozycję monarchy) okazała się mocno despotyczna w stosunku do byłych terytoriów zamorskich. Odrębny status Brazylii miał zostać zniesiony, kolonialne relacje przywrócone, a króla wezwano do powrotu. Jan VI pozbawiony możliwości manewru zgodził się na podróż do Lizbony (26 kwietnia 1821) pozostawiając jednak na miejscu swojego syna Piotra (Pedro) w roli regenta.

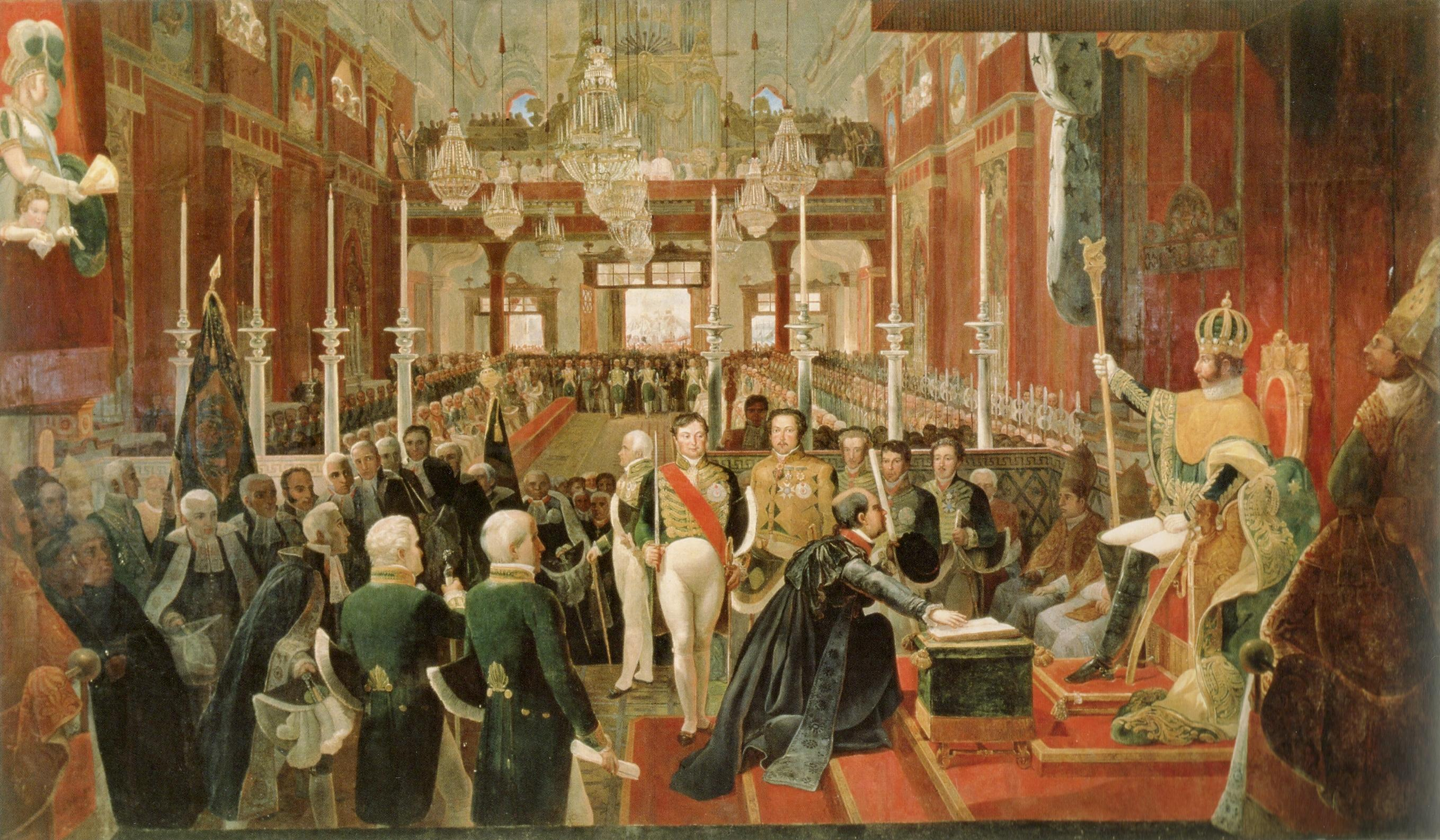
Koronacja Piotra I na cesarza Brazylii (1 grudnia 1822)

## Ogłoszenie niepodległości i Cesarstwo Brazylii
Po uchwaleniu niekorzystnej dla dynastii i Brazylijczyków konstytucji Dom Pedro odebrawszy liczne wyrazy poparcia obiecał pozostać na miejscu i wspierać brazylijskie dążenia do niepodległości (9 stycznia 1822). Samemu licząc na tron, w czerwcu 1822 zwołał brazylijskie zgromadzenie konstytucyjne, a 7 września na wieść o anulowaniu wszystkich jego edyktów przez portugalskie Kortezy wypowiedział słynne słowa „Independencia ou Morte!” (Niepodległość albo śmierć) i zerwał unię. Od tego czasu „okrzyk znad Ipirangi” (rzeka nad którą przebywał wtedy regent) jest głównym hasłem brazylijskiego dnia niepodległości. 12 października ogłoszony przez brazylijskie zgromadzenie konstytucyjnym Cesarzem Brazylii, koronowany został 1 grudnia 1822.
Działania zbrojne mające na celu wyparcie stacjonujących w kraju sił portugalskich trwały do końca 1823. Mediacji pomiędzy zwaśnionymi stronami podjęła się mająca rozległe interesy po obu stronach Atlantyku Wielka Brytania. Wobec takiego obrotu sprawy postawiony pod ścianą rząd Portugalii zgodził się za kwotę dwóch milionów funtów zrezygnować ze swoich praw do kolonii i uznać jej niepodległość. W ten sposób groźba długotrwałego konfliktu została zażegnana, a ciągłość administracyjna w obu krajach zachowana.